# Pedro Mauro
Pedro Mauro Moreno (Nova Europa, 19 de fevereiro de 1953), mais conhecido como Pedro Mauro é um quadrinista e ilustrador brasileiro.

## Biografia e carreira
Nascido em Nova Europa, interior de São Paulo, vivia em  infância nas décadas de 1950 e 1960 em uma fazenda-modelo na região de Araraquara, assistia filmes de faroeste e de Tarzan, como leitor de quadrinhos, colecionava os heróis Fantasma e Mandrake de Lee Falk e também o Tio Patinhas da Disney.
Iniciou a carreira aos 16 anos, como assistente de Ignácio Justo em histórias de guerra na editora Taika. Na mesma editora, publicou o faroeste Pancho, publicado durante dois anos. Logo em seguida, passou a trabalhar em publicidade, produzindo storyboards. Em 1990, mudou-se para os Estados Unidos, onde trabalhou no Paul Santa Donato Studios. Em 2014, foi descoberto no Facebook pelo roteirista italiano Gianfranco Manfredi, responsável pelos roteiros de Mágico Vento da Sergio Bonelli Editore, quando foi convidado para desenhar Adam Wild, outra série de Mandredi para a editora italiana, que também foi ilustrada por Ibraim Roberson, outro ilustrador brasileiro.
Em 2015, publicou um Sketchbook em parceria com o desenhista brasileiro Augusto Minighitti e ilustrou a coletânea 321 – Fast Comics de Felipe Cagno.
Em 2016, ilustrou o álbum L’Art Du Crime, para a editora francesa Glénat e a coletânea Pátria Armada - Visões de Guerra, um spin-off de Pátria Armada de Klebs Junior.
Em 2017, para a coleção Le Storie da Bonelli, ilustrou Mugiko, uma história de espionagem, também roteirizada por Gianfranco Manfredi, para o mercado brasileiro, ilustrou Os poucos & amaldiçoados, outro álbum de Felipe Cagno ao lado do roteirista Carlos Estefan, publica Gatilho, primeiro volume de uma trilogia, em 2018, lançam o segundo volume, Legado e 2019, fecham a trilogia com Redenção.
Em julho de 2020, lançou um projeto de financiamento coletivo no Catarse para republicar as 7 histórias de Pancho em um álbum de luxo em comemoração aos seus 50 anos de carreira. Em outubro de 2020, Mugiko é lançado pela editora Trem Fantasma, fundada por Lillo Parra, Guido Moraes e Sérgio Barreto, Lucas Pimenta (da editora Quadro a Quadro), para a edição brasileira, Pedro Mauro cedeu artes inéditas, elaborou uma sobrecapa e autografou 300 bookplates. A editora belga BD Must anuncia o lançamento da "Trilogia Gatilho" em 2021 no mercado franco-belga com nome de Renégat, ainda em 2021, ilustrou uma história do Batman, escrita por Carlos Estefan.
Em 2023, foi lançada uma campanha de um artbook  em comemoração aos 70 de Pedro Mauro: Pedro Mauro Artbook Collection Volume II: Cowboys, Guns & Horses, o álbum traz alguns quadrinhos como um inédito sobre Wild Bill Hickok intitualado A Mão do Morto, história ilustrada por Pedro Mauro e escrita por Carlos Estefan e três histórias publicadas pela Taika Bandoleiros em fúria!; A morte acompanha o rio Pêcos! e O preço de uma recompensa, além da participação de 8 artistas (brasileiros e italianos) e mais de 120 desenhos e rascunhos de Pedro Mauro dedicados ao faroeste.

Em março de 2025, a editora Trem Fantasma lançou no Catarse, o projeto A Cangaceira, baseado em um roteiro de filme Luiz Chiaradia, Mans Reimer e Matheus Ronn, a HQ ganho um novo roteiro adaptado por Luiz Chiaradia, o quadrinho traz Pedro Mauro e seu irmão Jairo Mauro na quadrinização, essa é primeira HQ sobre cangaço de Pedro Mauro.